# Fiona Glascott
Fiona Glascott (* 22. November 1982 in Waterford) ist eine irische Schauspielerin.

## Laufbahn
In Waterford geboren, wuchs Fiona Glascott in Carrick-on-Suir (County Tipperary) auf. Sie begann ihre Arbeit als Bühnenschauspielerin in diversen Theatern des Londoner West Ends. Ab Ende der neunziger Jahre begann Glascott zudem als Darstellerin in diversen britischen und irischen Film- und Fernsehproduktionen mitzuwirken. Sie hatte unter anderem Auftritte in Serie wie The Bill, Spooks – Im Visier des MI5 und  Inspector Barnaby. Von 2011 bis 2017 verkörperte sie eine wiederkehrende Rolle in Episodes.
Als Filmdarstellerin hatte Glascott im Laufe der Jahre Hauptrollen in Produktionen wie The Duel (2010), Apartment 143 (2011) und House of Shadows (2013). 2018 und 2022 verkörperte sie im zweiten und dritten Film der Phantastische Tierwesen-Reihe in einer Nebenrolle die junge Minerva McGonagall. 2022 übernahm sie zudem eine größere Rolle in der Fernsehserie Judith. 
Seit 2014 ist Glascott mit dem britischen Schauspieler Tom Brooke verheiratet.

## Filmografie (Auswahl)
- 2002: The Bill (Fernsehserie, 2 Episoden)
- 2002: Resident Evil
- 2003: Die Journalistin (Veronica Guerin)
- 2004: Judas und Jesus (Judas, Fernsehfilm)
- 2005: Agatha Christie’s Poirot (Fernsehserie, 1 Episode)
- 2005: Casualty (Fernsehserie, 1 Episode)
- 2008: The Deal – Eine Hand wäscht die andere (The Deal)
- 2010: The Duel
- 2010: Spooks – Im Visier des MI5 (Spooks, Fernsehserie, 1 Episode)
- 2011: Apartment 143
- 2011: Inspector Barnaby (Midsomer Murders, Fernsehserie, 1 Episode)
- 2011: Death in Paradise (Fernsehserie, 1 Episode)
- 2011–2017: Episodes (Fernsehserie, 10 Episoden)
- 2012: Tad Stones – Der verlorene Jäger des Schatzes! (Las aventuras de Tadeo Jones, Stimme)
- 2013: House of Shadows
- 2014: Die Musketiere (The Musketeers, Fernsehserie, 1 Episode)
- 2015: Brooklyn – Eine Liebe zwischen zwei Welten (Brooklyn)
- 2015, 2016: Indischer Sommer (Indian Summers, Fernsehserie, 18 Episoden)
- 2018: Phantastische Tierwesen: Grindelwalds Verbrechen (Fantastic Beasts: The Crimes of Grindelwald)
- 2019: Supervized
- 2022: Phantastische Tierwesen: Dumbledores Geheimnisse (Fantastic Beasts: The Secrets of Dumbledore)
- 2022–2023: Julia (Fernsehserie, 16 Episoden)
- 2023: The Martini Shot